# Titularbistum Leptis Magna
Leptis Magna ist ein Titularbistum der römisch-katholischen Kirche.
Es hatte seinen Sitz in der gleichnamigen antiken Stadt Leptis Magna, der heutigen Stadt Lebda (arabisch لبدة Labda) in Libyen.
| Titularbischöfe von Leptis Magna |                                                     |                                          |                   |                   |
| Nr.                              | Name                                                | Amt                                      | von               | bis               |
| 1                                | Ludovico Antomelli OFM                              | Apostolischer Vikar von Libyen (Libyen)  | 23. Februar 1913  | 10. März 1919     |
| 2                                | Monalduzio Leopardi                                 | Weihbischof in Recanati-Loreto (Italien) | 26. Mai 1922      | 20. Dezember 1926 |
| 3                                | Jean Deley                                          | Weihbischof in Lyon (Frankreich)         | 10. August 1928   | 14. August 1937   |
| 4                                | Alfonso Ferrandina                                  | Weihbischof in Neapel (Italien)          | 13. April 1938    | 15. Februar 1955  |
| 5                                | Hermann Josef Schäufele                             | Weihbischof in Freiburg (Deutschland)    | 11. April 1955    | 14. Juni 1958     |
| 6                                | Wilhelm Pluta                                       | Weihbischof in Breslau (Polen)           | 4. Juli 1958      | 28. Juni 1972     |
| 7                                | John Buckley                                        | Weihbischof in Cork und Ross (Irland)    | 16. März 1984     | 19. Dezember 1997 |
| 8                                | Thomas Yeh Sheng-nan Titularerzbischof pro hac vice | Apostolischer Nuntius                    | 10. November 1998 |                   |